# Polska Federacja Kolei Muzealnych, Turystycznych i Lokalnych
Polska Federacja Kolei Muzealnych, Turystycznych i Lokalnych (PFKL) – polski związek stowarzyszeń założony w 2009 w Gdyni. 
Celami statutowymi Polskiej Federacji Kolei Muzealnych, Turystycznych i Lokalnych są:
- a. reprezentowanie interesów jego członków (w porozumieniu z nimi) na zewnątrz, a w szczególności przed organami państwowymi, samorządowymi i Unii Europejskiej oraz organizacjami międzynarodowymi
- b. koordynacja działań podejmowanych przez organizacje członkowskie
- c. wspieranie działalności statutowej swoich członków
- d. ochrona zabytków związanych z transportem szynowym
- e. wpływanie na kształt przepisów dotyczących działalności kolei muzealnych, turystycznych i lokalnych w taki sposób, aby uwzględniały one specyfikę i potrzeby tych kolei oraz interesy ich operatorów

## Członkowie Polskiej Federacji Kolei Muzealnych, Turystycznych i Lokalnych
- 1. Pomorskie Towarzystwo Miłośników Kolei Żelaznych
- 2. Stowarzyszenie Górnośląskich Kolei Wąskotorowych
- 3. Stowarzyszenie Kolejowych Przewozów Lokalnych
- 4. Towarzystwo Miłośników Koszalińskiej Wąskotorówki
- 5. Towarzystwo Wyrzyska Kolejka Powiatowa